# Anton Pfahler
Anton Pfahler (* 19. Mai 1946 in Neuburg an der Donau) ist ein deutscher Rechtsextremist.

## Leben
Pfahler war in den 1970er Jahren Mitglied der Wehrsportgruppe Hoffmann und in der Organisation für die Beschaffung von Militärfahrzeugen zuständig. Darüber hinaus war Pfahler auch in der später verbotenen Wiking-Jugend und der militant antichristlichen Arbeitsgemeinschaft naturreligiöser Stämmesverbände Europas (ANSE) aktiv. 1996 warb er in der ANSE-Zeitschrift „Huginn und Muninn“ für ein Siedlungsprojekt in Sinning (Landkreis Neuburg-Schrobenhausen), „um unser Leben arteigen […] führen zu können“. Später wurde er Kassenwart beim Siedlungsprojekt der „deutsch/heidnischen Gemeinschaft Dorflinde“ auf dem so genannten Runenhof in Echsheim.
1998 stellte er sein Grundstück in Sinning für mehrere Monate der Verlagsgesellschaft des NPD-Organs Deutsche Stimme zur Verfügung. 1999 wurde Pfahler wegen Verstoßes gegen das Kriegswaffenkontrollgesetz zu drei Jahren und neun Monaten Haft verurteilt; bei einer Hausdurchsuchung waren auf dem Grundstück Granaten, Maschinenpistolen und Munition gefunden worden. Außerdem besaß er einen 14 Tonnen schweren Panzer aus dem Zweiten Weltkrieg. Auch nach seiner Haftentlassung nahm Pfahler wieder Kontakt zur rechtsextremen Szene auf.
Im Jahr 2011 rief ein Nachbar die Polizei, weil Pfahler sich „auffällig verhalten“ habe. Als die Polizeibeamten das Gelände um seine Waldhütte betraten, schoss sich Pfahler mit einer Pistole in den Bauch. Er überlebte schwer verletzt. Sein 23-jähriger Sohn wurde mit mehreren Schussverletzungen tot aufgefunden. Die tödlichen Schüsse auf Pfahlers Sohn wurden aus der gleichen Waffe abgegeben, die Pfahler gegen sich selbst richtete. Es wurde ein Abschiedsbrief in „Wir“-Form gefunden, von dem unklar ist, ob er von Anton Pfahler oder seinem Sohn verfasst wurde. Der genaue Tathergang ist unklar.
2016 wurde die „Alte Sennküche“, Pfahlers Anwesen im südlichen Schwaben bei Immenstadt im Allgäu zwangsversteigert. Zuletzt nutzte Bernd Burger, „erster Stellvertretender Leiter“ der „Artgemeinschaft“, einer völkisch-rassistischen und neonazistischen Religionsgemeinschaft, die Immobilie.